# Sebastian Bergström
Sebastian Bergström, född 1986 i Norrköping, är en svensk pianist och kompositör. Han utbildade sig på Kungliga Musikhögskolan i Stockholm och har därefter varit verksam som jazzmusiker, kompositör och musikproducent. Han är bandledare för jazztrion Correction och gruppen Oya Sextett och ingår även i bandet Any Exit vars musik kan höras i guldbaggebelönade Ahang Bashis "Skörheten". Bergström har också skapat musik för radioprogram som Radioföljetongen i P1 , Sommar i P1 och true crime-podden "Spår"

## Diskografi
- 2008 – Correction (Correction)
- 2010 – Two Nights in April (Correction)
- 2013 – Shift (Correction & Mats Gustafsson)
- 2013 – Champions League/White Horse (Any Exit)
- 2016 – Swing (Correction)
- 2017 – We Hunt, We Hide, We Lie And Then We Die (Any Exit)
- 2019 – Live! (Oya Sextett)